# 25시 (2002년 영화)
《25시》(영어: 25th Hour)는 2002년 개봉한 미국의 드라마 영화로, 스파이크 리 감독이 연출했다. 데이비드 베니오프가 쓴 동명 소설이 원작이며, 베니오프가 각본도 담당하였다. 에드워드 노턴, 필립 시모어 호프먼, 배리 페퍼, 로자리오 도슨, 애나 패퀸, 브라이언 콕스 등이 출연하였다.
2016년 BBC 21세기 가장 위대한 영화 100편 가운데 26위에 올랐다.

## 줄거리
영화는 몬티 브로건이 뉴욕 밤거리에서 다친 개를 발견하고 안락사시키려다 마음을 바꿔 치료를 하려고 동물 병원으로 향하는 장면으로 시작된다. 곧 이어지는 오프닝 크레디트는 9·11 테러로 무너진 세계 무역 센터 자리에 설치된 추모 조명을 보여준다.
몇 년 뒤 마약 거래로 7년 형을 선고받은 몬티는 수감되기 전 마지막 24시간을 보낸다. 몬티는 자신이 구조했던 개 도일을 데리고 모교를 방문한 뒤 어린 시절 친구인 월가 트레이더 프랭크, 고교 교사 제이컵, 그리고 여자친구 내추렐과 클럽에서 만나기로 한다.
과거 회상 장면에서 몬티는 마약 단속국(DEA)에 체포되던 날을 떠올린다. 당시 DEA는 몬티가 러시아 갱단원인 삼촌 니콜라이를 위해 파는 마약을 숨겨 둔 장소를 정확히 알고 있었다. 친구 코스탸는 평소 마약과 돈을 숨긴 장소를 알고 있던 내추렐이 몬티를 배신한 거라고 주장한다. 몬티는 아버지 제임스의 바를 찾아가 함께 식사를 한다. 제임스는 몬티가 마약 거래로 번 돈으로 바를 차렸고, 이에 내심 죄책감을 느낀다. 몬티는 프랭크에게 내추렐이 정말로 자신을 배신했는지 알아 봐 달라고 부탁한다.
클럽에서 몬티와 제이컵은 제이컵의 미성년자 학생 메리를 만나 함께 시간을 보낸다. 제이컵은 용기를 내 메리에게 키스하지만 메리는 충격으로 얼어붙고, 제이컵은 자신이 저지른 짓이 불러올 여파를 걱정하며 급히 자리를 뜬다. 프랭크는 수감 생활을 걱정하는 몬티에게 출소 후 함께 바를 열자며 안심을 시키려고 한다. 이어 프랭크는 내추렐과 단 둘이 대화를 나누며 그간 내추렐이 몬티가 버는 돈의 출처를 알면서도 마음껏 돈을 써 온 것을 비난하고, 내추렐은 프랭크 역시 몬티가 무슨 짓을 하는지 다 알고 있었지만 침묵하지 않았냐며 반박한다. 프랭크는 내추렐에게 몬티를 배신했냐고 추궁하고, 분노한 내추렐은 프랭크의 뺨을 때리고 클럽을 떠난다.
몬티는 코스탸와 함께 니콜라이를 찾아가는데, 니콜라이는 몬티를 배신한 장본인이 코스탸임을 밝히며 그를 죽일 기회를 제안한다. 그러나 몬티는 이를 거부하고, 러시아 마피아들이 코스탸를 죽이게 내버려 두고 떠난다. 집으로 돌아온 몬티는 내추렐에게 그녀를 의심했던 것을 사과한다. 몬티는 도일을 제이컵에게 맡기고, 감옥에서 성폭행을 당할까 봐 두려워하며 외모를 엉망으로 만들 작정으로 프랭크에게 자신을 때려 달라고 부탁한다.
얻어맞은 몬티는 코가 부러진 채로 제임스와 오티스빌 연방 교도소로 향하며 도시의 풍경을 다시 한번 바라본다. 헨리 허드슨 공원 도로를 달리던 제임스는 몬티에게 조지 워싱턴 다리를 건너 서쪽으로 도망쳐 수감을 피해 평범한 삶을 누리는 환상을 제시하지만, 결국엔 다리를 지나쳐 교도소로 향한다.

## 출연진
- 에드워드 노턴 - 몽고메리 “몬티” 브로건 역
- 필립 시모어 호프먼 - 제이컵 얼린스키 역
- 배리 페퍼 - 프랭크 슬래터리 역
- 로자리오 도슨 - 내추렐 리비에라 역
- 애나 패퀸 - 메리 디넌지오 역
- 브라이언 콕스 - 제임스 브로건 역
- 토니 시러구사 - 코스탸 노보트니 역
- 레반 우차네이슈빌리 - 니콜라이 삼촌 역
- 토니 데번 - 앨런 요원 역
- 미샤 쿠즈네초프 - 센카 발고베크 역
- 아이제이아 휘틀록 주니어 - 플러드 요원 역
- 마이클 저네이 - 커닝햄 요원 역
- 퍼트리스 오닐 - 카리 역
- 앨 팰러고니아 - 샐버토어 도미닉 역
- 에런 스탠퍼드 - 마큐스 역
- 마크 H. 사이먼 - 슐츠 역
- 아르만도 리에스코 - 필런 역
- 버네사 펄리토 - 린지 제이미슨 역

## 기타 제작진
- 공동 제작: 에드워드 노턴(크레디트 미기재)
- 협력 제작: 제프 서머빌
- 배역: 에이샤 콜리
- 미술: 제임스 친런드
- 의상: 샌드라 허낸데즈